# Universidade da Polinésia Francesa
A Universidade da Polinésia Francesa (Université de la Polynésie Française, UPF) é uma instituição de ensino com origens francesas da Polinésia Francesa situada no Taiti (uma ilha localizada em um arquipélago próximo a Austrália).
Atualmente ela tem aproximadamente 2 (dois) mil estudantes e 60 (sessenta) pesquisadores que se dividem em várias áreas do conhecimento humano.Entre os mais importantes destacam-se os físicos Pascal Ortega e Alessio Guarino que lecionam em estudos de ótica e física não nuclear respectivamente.Já no departamento de ciências humanas podemos citar L.Schuft que se dedica aos estudos da integração de trabalhadores franceses no Taiti.Ela surgiu em 1917,logo depois de imigrantes franceses invadirem a ilha de taiti para explorarem seus recursos naturais.Após esta invasão ocorrer,alguns cidadãos decidiram residir definitivamente no arquipélago devido sua beleza natural que encantou os europeus.Então,por terem se tornados moradores da região,os invasores resolveram construir uma pequena escola para seus filhos,que até então não existia no país.Com a construção,eles sentiram a necessidade de construírem uma universidade para poderem oferecer um ensino profissional ao seus herdeiros.Esta construção levou aproximadamente 15 anos para ser concluída,e após seu funcionamento começar,vários estudantes locais e  internacionais passaram por lá.Entretanto,mesmo sendo relativamente antiga a universidade da polonésia nunca divulgou ou criou alguma pesquisa acadêmica importante a ponto de ser reconhecida em outros países.E um dos maiores motivos dessa não participação em divulgações importantes é o pouco incentivo econômico que o governo nacional oferece à área de educação no país que ainda não tem boas estruturas sociais.      